# Алісівка (Брянська область)
Алісівка (рос. Алисовка) — присілок в Гордієвському районі Брянської області Російської Федерації.
Населення становить 83 особи. Входить до складу муніципального утворення Уношевське сільське поселення.

## Історія
Розташоване на території української історичної землі Стародубщина.
Від 2005 року входить до складу муніципального утворення Уношевське сільське поселення.

## Населення
| 2010 | 2013 |
| ---- | ---- |
| 98   | ↘83  |